# Ferreiraella takii
Ferreiraella takii är en blötdjursart som först beskrevs av Wu och Takashi A. Okutani 1984.  Ferreiraella takii ingår i släktet Ferreiraella och familjen Ferreiraellidae. Inga underarter finns listade i Catalogue of Life.